# 諾曼·梅勒

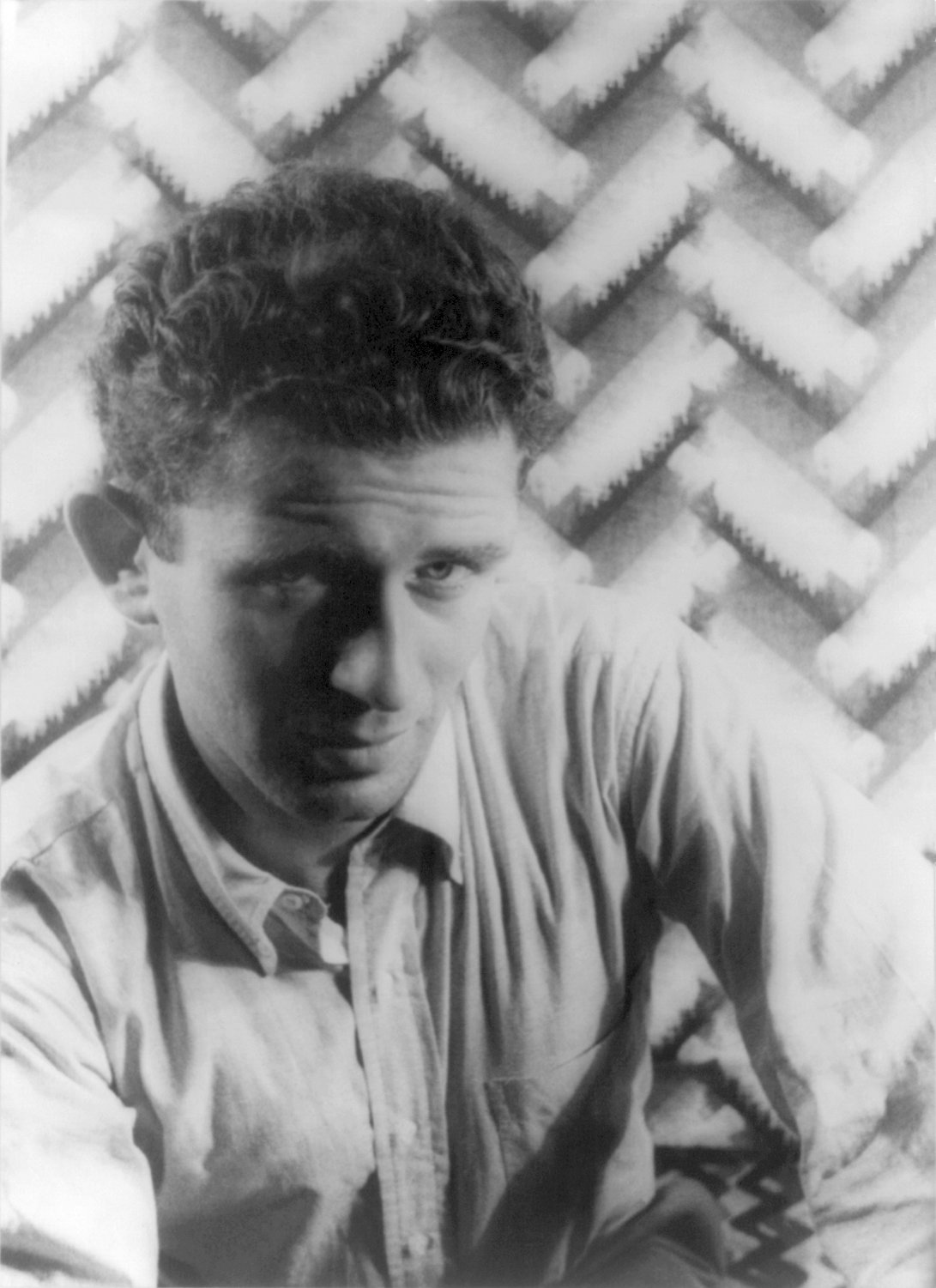
諾曼·梅勒 （1948年）

諾曼·金斯萊·梅勒（英語：Norman Kingsley Mailer，1923年1月31日—2007年11月10日），新澤西州朗布蘭治人，美國著名作家、小說家。作品主題多挖掘剖析美國社會及政治病態問題，風格以描述暴力及情欲著稱。代表作是他1948年出版的第一部著作、以第二次世界大戰為背景之小說《裸者与死者》（The Naked and the Dead）。
一生結婚6次，子女9人。名言是：「支持我寫作的動力是對美國的愛與失望」。

## 獎項
- 1968年第一次入圍普利茲獎，作品：夜晚軍隊（The Armies of the Night）。
- 1980年第二次榮獲普利茲獎，作品：劊子手之歌（The Executioner's Song）。